# Halosarcia indica
Halosarcia indica är en amarantväxtart som först beskrevs av Carl Ludwig von Willdenow, och fick sitt nu gällande namn av Paul G. Wilson. Halosarcia indica ingår i släktet Halosarcia och familjen amarantväxter. Inga underarter finns listade i Catalogue of Life.